# Gianni Morandi
Gian Luigi "Gianni" Morandi, född 11 december 1944 i Monghidoro i provinsen Bologna i Emilia-Romagna, är en italiensk sångare, skådespelare och programledare på italiensk TV.
Gianni Morandi är en av de mest representativa italienska populärmusikssångarna, och blev känd i Italien år 1964 med låten In ginocchio da te. Låten såldes i ca 1.000.000 ex. Strax efter släpptes hans andra stora hit: Non son degno di te (1965), Se non avessi più te (1965), La fisarmonica (1966) resp. Notte di Ferragosto (1966) – alla skrevs av Franco Migliacci – text och Bruno Zambrini - musik. Han representerade Italien i Eurovision Song Contest 1970 med låten Occhi di Ragazza.
Gianni Morandi har deltagit i Sanremofestivalen 6 gånger och vann år 1988 tillsammans med Umberto Tozzi och Enrico Ruggeri med sången Si può dare di più. Under sin karriär har han spelat in över 400 låtar, sålt 49 miljoner skivor över hela världen och medverkat i 22 filmer.

## Diskografi

### Studio- & livealbum
- 1963 – Gianni Morandi
- 1964 – Ritratto di Gianni
- 1966 – Gianni tre
- 1967 – Gianni 4 - Un mondo d'amore
- 1967 – Per amore ..per magia (soundtrack)
- 1968 – Gianni 5
- 1970 – Gianni 6
- 1970 – Gianni Morandi (Gianni 7)
- 1971 – Un mondo di donne
- 1972 – Il mondo cambierà
- 1973 – Jacopone
- 1975 – Il mondo di frutta candita
- 1976 – Per poter vivere
- 1978 – Old parade
- 1978 – Gianni Morandi (Gianni Morandi 2)
- 1979 – Abbracciamoci
- 1980 – Cantare (live)
- 1982 – Morandi
- 1983 – La mia nemica amatissima
- 1984 – Immagine italiana
- 1985 – Uno su mille
- 1986/1987 – Morandi in teatro (live)
- 1987 – Le italiane sono belle
- 1987 – Amici miei
- 1988 – Dalla/Morandi
- 1989 – Varietà
- 1992 – Morandi Morandi
- 1995 – Morandi
- 1996 – Morandi (ny version)
- 1997 – Celeste azzurro e blu
- 1998 – 30 volte Morandi (+ sångar ej släppta tidigare)
- 2000 – Come fa bene l'amore
- 2002 – L’amore ci cambia la vita
- 2004 – A chi si ama veramente
- 2006 – Il tempo migliore

### Samlingar
- 1965 – Gianni 1-2
- 1972 – Gianni 8 milioni
- 1976 – Tutti i successi di Gianni Morandi vol. 1
- 1976 – Tutti i successi di Gianni Morandi vol. 2
- 1982 – Morandi hit parade international
- 1983 – Alla maniera di Gianni Morandi
- 1984 – I più grandi successi di Gianni Morandi
- 1984 – L'album di Gianni Morandi (box 3 LP)
- 1986 – The Best of Gianni Morandi
- 1988 – Gianni Morandi
- 1989 – Dalla-Morandi in Europa
- 1990 – Tutti i successi di Gianni Morandi vol. I
- 1990 – Tutti i successi di Gianni Morandi vol. II
- 1991 – Questa è la storia
- 1993 – Ritratto di Gianni (begränsad utgåva)
- 1994 –  Questa è la storia "Andavo a 100 all'ora"
- 1994 – Questa è la storia "Scende la pioggia"
- 1994 – Questa è la storia da "Canzoni stonate" a "banane e lampone"
- 1994 – Il meglio di Gianni Morandi
- 1994 – Classic collection-Gianni Morandi & Mino Reitano
- 1994 – Il meglio di Gianni Morandi & Rita Pavone
- 1994 – I successi di Gianni Morandi
- 1994 – Gianni Morandi "In ginocchio da te"
- 1994 – Gianni Morandi 1 CD
- 1994 – Gianni Morandi
- 1994 – Morandi: I singoli 1962/1969
- 1996 – Gianni Morandi-superbest
- 1997 – I grandi successi di Gianni Morandi vol. I
- 1997 – I grandi successi di Gianni Morandi vol. II
- 1997 – Tutti i successi di Gianni Morandi vol. I
- 1997 – Tutti i successi di Gianni Morandi vol. II
- 1998 – Gianni Morandi
- 1998 – Gli anni settanta
- 1998 – I miti musica: Gianni Morandi
- 1999 – Gianni Morandi
- 1999 – Morandissimo (box 6 CD)
- 2000 – Morandissimo 2 (box 9 CD)
- 2000 – Gianni Morandi (box 3 CD)
- 2001 – I mitici 45
- 2001 – I concerti live@rtsi gianni morandi
- 2001 – Gli anni sessanta
- 2001 – Gli anni settanta
- 2001 – Golden collection
- 2002 – C’era un ragazzo
- 2002 – White collection (box 3 CD)
- 2003 – I numeri uno
- 2007 – Grazie a tutti

### Singlar
- 1962 – Andavo a 100 all’ora / Loredana
- 1962 – Go-kart twist / Donna da morire (Tony Del Monaco)
- 1962 – Fatti mandare dalla mamma a prendere il latte / Meglio di Madison
- 1962 – Twist dei vigili (Edoardo Vianello) / Corri, corri
- 1963 – Ho chiuso le finestre / Sono contento
- 1963 – il primo whisky / Che me ne faccio del latino
- 1963 – Il ragazzo del muro della morte / La mia ragazza
- 1964 – In ginocchio da te / Se puoi uscire una domenica sola con me
- 1964 – Non son degno di te / Per una notte no
- 1965 – Se non avessi più te / I ragazzi dello Shake
- 1965 – Si fa sera / È colpa mia
- 1965 – In ginocchio da te / Al microfono di Sandro Ciotti (speciell utgåva)
- 1966 – Mi vedrai tornare / La fisarmonica
- 1966 – Notte di ferragosto / Povera piccola
- 1966 – C’era un ragazzo che come me amava i Beatles e i Rolling Stones / Se perdo anche te
- 1966 – Un mondo d’amore / Questa vita cambierà
- 1966 – Un mondo d’amore / Questa vita cambierà (speciell utgåva)
- 1967 – Gianni Morandi presenta il film: Per amore...per magia 1° parte / Gianni Morandi presenta il film: Per amore...per magia 2° parte (speciell utgåva)
- 1967 – Dammi la mano per ricominciare / Mille e una notte
- 1967 – Tenerezza / Israel
- 1967 – Questa vita cambierà / Come alive (speciell utgåva)
- 1967 – Mezzanotte fra poco / Una domenica così
- 1967 – Marianna del Grand’Hotel / Prendi prendi
- 1968 – Chimera / Una sola verità
- 1968 – Non siamo le pantere / Ciao Pavia
- 1968 – il Giocattolo / La mia ragazza sa
- 1968 – Tu che m’hai preso il cuor / Prendi prendi
- 1968 – Scende la pioggia / Il cigno bianco
- 1969 – Parlami d’amore / Torna e ritorna
- 1969 – Ma chi se ne importa / Isabelle
- 1969 – Belinda / Non voglio innamorarmi più
- 1970 – Occhi di ragazza / Ti amo con tutto il cuore
- 1970 – Al bar si muore / Delirio
- 1970 – Capriccio / Chissà però
- 1971 – Ho visto un film / Com’è grande l’universo
- 1971 – Buonanotte Elisa / A quel concerto di Chopin
- 1972 – Vado a lavorare / Una ragazza di nome Mariarosa
- 1972 – Principessa / Sta arrivando Francesca
- 1972 – Parla più piano / Rosabella
- 1972 – Il mondo cambierà / L’ospite
- 1973 – Vidi che un cavallo / Prendi me
- 1974 – Come ogni sera / Bambolina Fatta a pezzi
- 1975 – Il mondo di frutta candita / La caccia al bisonte
- 1976 – È già mattina / Giorni migliori
- 1976 – Sei forte papà / Sei già qui
- 1978 – La Befana trullallà / In cambio che daimi
- 1979 – Abbracciamoci / Come l’aria
- 1980 – Mariù / Non mi dire di no
- 1981 – Canzoni stonate / Immaginando
- 1981 – Marinaio / Solo all’ultimo piano
- 1982 – Fumo negli occhi / Canzoni stonate
- 1983 – La mia nemica amatissima / Tu o non tu
- 1983 – Nel silenzio splende / Mi manchi
- 1983 – Grazie perchè / Magari
- 1985 – Uno su mille / 1950
- 1987 – Si può dare di più / 1950
- 1988 – Dimmi dimmi / Pomeriggio in ufficio
- 1989 – Varietà / Occhi chiusi
- 1989 – Bella signora / Un pugno in faccia
- 1990 – Animale / Ti comunico amore / Animale (mix version) / Animale (radio version) Bella signora (live EP)
- 1992 – Banane e lampone (versione pop) / Banane e lampone (radio edit version) / Banane e lampone (Max Matrix dance remix) / Banane e lampone (Club club remix) / Banane e lampone (versione karaoke, EP)
- 1996 – CD d’amore (Angelita / Che cos’è / Domani) (EP)
- 2000 – Non ti dimenticherò (radio version) / Canzone libera / Volevo farti innamorare/ Non ti dimenticherò (album version, EP)
- 2002 – L’amore ci cambia la vita / L’amore ci cambia la vita (instrumental version)
- 2002 – Uno di noi (radio version) / Uno di noi (extended version)
- 2002 – Dedicato a te (speciell utgåva, avsedd endast för "Morandimania" Fan Clubs medlemmar , innehåller 3 låtar av det sista albumet: L’amore ci cambia la vita, Una vita normale i Dimmi adesso con chi sei)
- 2003 – Il mio amico / Il mio amico (video)
- 2004 – Solo chi si ama veramente / Questo grande pasticcio (med Federica Camba)
- 2005 – Al primo sguardo
- 2005 – Corre più di noi / Corre più di noi (video)